# Agat Point
Agat Point är en udde i Antarktis. Den ligger i Sydshetlandsöarna. Argentina, Chile och Storbritannien gör anspråk på området.
Terrängen inåt land är huvudsakligen kuperad, men söderut är den platt. Havet ligger österut från Agat Point. Trakten är glest befolkad. Närmaste befolkade plats är den brasilianska forskningsstationen Commandante Ferraz Station, 12,2 kilometer norr om Agat Point. 